# Azuébar
Azuébar – gmina w Hiszpanii, w prowincji Castellón, we wspólnocie autonomicznej Walencja, o powierzchni 23,4 km². W 2011 roku liczyła 359 mieszkańców.